# Antonio Fasolo
Antonio Fasolo (Padova, 26 agosto 1905 – ...) è stato un calciatore italiano, di ruolo portiere.

## Carriera
Con la maglia del Padova gioca nel campionato di Prima Divisione 1924-1925. Debutta con i biancoscudati il 26 ottobre 1924 nella partita SPAL-Padova (1-1). Veste per l'ultima volta la maglia biancoscudata in occasione della partita Pro Vercelli-Padova (6-0).
Nel 1926-1927 milita per il Vicenza dove colleziona 14 presenze; in seguito fa ritorno al Padova, come riserva, rimanendovi fino al 1930.
Difende i pali della porta del Rovigo in Prima Divisione nella stagione 1930-31, giocando 15 partite.